# Nina Lach
Nina Lach (* 2. srpna 1995 Štýrský Hradec) je rakouská reprezentantka ve sportovním lezení, mistryně Rakouska, juniorská mistryně Evropy a vítězka Evropského poháru juniorů v lezení na rychlost.

## Výkony a ocenění
- 2012: bronzová medaile na mistrovství světa juniorů
- 2013: vítězka Evropského poháru juniorů
- 2014: juniorská mistryně Evropy
- 2016: mistryně Rakouska (2012-2017 šest medailí)

### Závodní výsledky
| Mistrovství světa | Mistrovství světa | Mistrovství světa |
| Rok               | 2012              | 2016              |
| ----------------- | ----------------- | ----------------- |
| Rychlost          | 21                | 11                |

| Světový pohár | Světový pohár | Světový pohár | Světový pohár | Světový pohár | Světový pohár        | Světový pohár | Světový pohár |
| Rok           | 2012          | 2013          | 2014          | 2015          | 2016                 | 2017          | 2018          |
| ------------- | ------------- | ------------- | ------------- | ------------- | -------------------- | ------------- | ------------- |
| Rychlost      | 42-43         | 35            | 17-18         | 11            | 10                   | 25            | probíhá       |
| jednotlivě*   | ,20,          | ,22,17,       | ,12,15,17,    | ,10,18,11,13, | ,13,12,10,13,8,9,10, | ,12,18,21,    | ,38           |
|               |               |               |               |               |                      |               |               |
| Kombinace     | —             | —             | —             | —             | —                    | 77*           |               |

* poznámka: nalevo jsou poslední závody v roce;
v roce 2017 se kombinace počítala i za jednu disciplínu
| Akademické mistrovství | Evropy | světa |
| Rok                    | 2015   | 2016  |
| ---------------------- | ------ | ----- |
| Rychlost               | 5      | 5     |

| Mistrovství Evropy | Mistrovství Evropy | Mistrovství Evropy | Mistrovství Evropy |
| Rok                | 2013               | 2015               | 2017               |
| ------------------ | ------------------ | ------------------ | ------------------ |
| Rychlost           | 14                 | 18                 | 41-49              |

| Mistrovství Rakouska | Mistrovství Rakouska | Mistrovství Rakouska | Mistrovství Rakouska | Mistrovství Rakouska | Mistrovství Rakouska | Mistrovství Rakouska |
| Rok                  | 2012                 | 2013                 | 2014                 | 2015                 | 2016                 | 2017                 |
| -------------------- | -------------------- | -------------------- | -------------------- | -------------------- | -------------------- | -------------------- |
| Rychlost             | 3                    | 2                    | 2                    | 2                    | 1                    | 3                    |

| Mistrovství světa juniorů | Mistrovství světa juniorů | Mistrovství světa juniorů | Mistrovství světa juniorů |
| Rok                       | 2012 kat. A               | 2013 juniorky             | 2014 juniorky             |
| ------------------------- | ------------------------- | ------------------------- | ------------------------- |
| Rychlost                  | 3                         | 5                         | 8                         |

| Mistrovství Evropy juniorů | Mistrovství Evropy juniorů | Mistrovství Evropy juniorů | Mistrovství Evropy juniorů |
| Rok                        | 2012 kat. A                | 2013 juniorky              | 2014 juniorky              |
| -------------------------- | -------------------------- | -------------------------- | -------------------------- |
| Rychlost                   | 3                          | 4                          | 1                          |

| Evropský pohár juniorů | Evropský pohár juniorů | Evropský pohár juniorů | Evropský pohár juniorů | Evropský pohár juniorů |
| Rok                    | 2011 kat. A            | 2012 kat. A            | 2013 juniorky          | 2014 juniorky          |
| ---------------------- | ---------------------- | ---------------------- | ---------------------- | ---------------------- |
| Rychlost               | x                      | x                      | 1                      | 2                      |
| jednotlivě*            | ,10,5                  | Bronzová medaile       | ,                      | ,                      |